# كسكس بالتفاية
كسكس بالتفاية هو ثاني أشهر أنواع الكسكس المغربي وأكثرها انتشارا في المغرب، بعد الكسكس بسبع خضار، ويتميز بمزجه بين الحلو والمالح، ويحضر غالبا بلحم الدجاج وأحياناً بلحم البقر أو الضأن، ويدخل في مكوناته البصل والزبيب والقرفة وحتى العسل، وفي الخضر نجد الكرعة والجزر الأكثر إنتشاراً، وتختلف طريقة تحضيره من منطقة إلى أخرى، ويعد "كسكس بالتفاية والدجاج المحمر" أشهر نوع من هذا الكسكس.

## الأنواع
تتفنن نساء  المغرب بتحضير عدة أنواع من كسكس بالتفاية، إذ توجد أنواع عدة من هذا الكسكس، ومنها:
1. كسكس بالتفاية والخضر معسلة[8]
2. كسكس بالتفاية على لحم الراس[9]
3. كسكس بالتفاية والكرعة معسلة[10]
4. كسكس بالتفاية والقرع الأحمر[11]
5. كسكس بالتفاية والغنمي[12]
6. كسكس بالتفاية والزبيب و اللوز[13]
7. كسكس بالتفاية والدجاج[14]
8. كسكس بالتفاية والبصل و الزبيب
9. كسكس بالتفاية والحمص و الزبيب[15]
10. كسكس بالتفاية والخضر[16]
11. كسكس بالتفاية واللحم[17]
12. كسكس بالتفاية والبصلة و الزبيب والحمص
13. كسكس بالتفاية والبيض[18]
14. كسكس بالتفاية والدجاج المحمر[19]
15. كسكس بالتفاية وكتف محمر[20]
16. كسكس بالتفاية والتمر المجهول
17. كسكس بالتفاية والدجاج و الخضر[21]
18. كسكس بالتفاية والدجاج و البصل والزبيب[22]
19. كسكس بالتفاية باللحم والبصل و الزبيب والحمص[23]

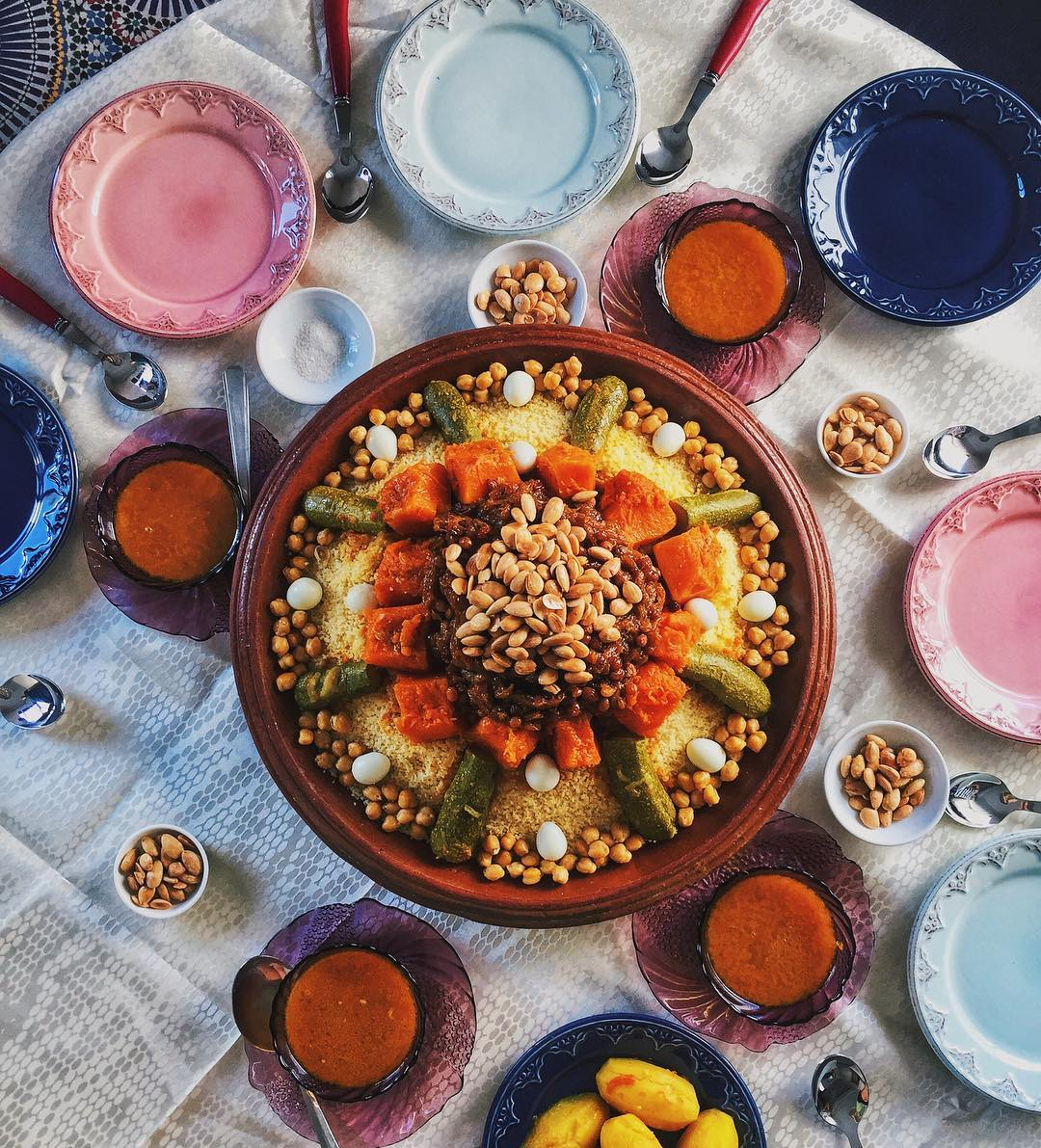
صورة لنوع آخر من الكسكس المغربي، وهو كسكس بالتفاية بالقرع الأحمر والبصل والكوسى والحمص والبيض واللوز المحمصة.

كما أن هناك نوع آخر من الكسكس المغربي تحضر فيه التفاية وهو كسكس بالبيض واللوز.

## المكونات
- دجاجة
- كسكس
- بصل
- زبيب
- حمص
- لوز
- ملح
- ابزار
- سكنجبير
- كركم
- أعواد قرفة + قرفة مطحونة
- زعفران شعرة
- مسكة حرة
- سمن + زبدة
- حزمة قزبر ومعدنوس
- زيت نباتية وزيت الزيتون
- سكر سنيدة
- القليل من ماء الزهر
- عصير نصف ليمونة حامضة[2]

## طريقة التحضير

### ترقيدة
1. غسل الدجاج وتنقيته جيدا وتركه لينشف
2. تحضير تتبيلة الدجاج
3. مزج 2 ملاعق كبيرة ماء مع التوابل من ابزار، سكنجبير، ملح، كركم ثم السمن حسب الرغبة
4. خلط المكونات حتى تتجانس وإضافة نصف كاس مخلوط من زيت الزيتون وزيت نباتية
5. تتبيل الدجاج بهذا الخليط جيدا وتركها جانبا لتتشرب التوابل
6. في طنجرة تقطع بصلة كبيرة شرائح ويضاف لها الملح، الكركم، زعفران شعرة، ابزار، سكنجبير يضاف كذلك عود قرفة ونصف ملعقة قرفة، سمن
7. تشحر البصل قليلا مع التوبل ويضاف الدجاج وحزمة قزبر ومعدنوس والماء وتغطي الطنجرة حتى ينضج الدجاج في كسكاس
8. يوضع الكسكس مرشوش بالقليل من الماء والملح ومدهون بالزيت ويفور 3 مرات[14]

### تحضير التفاية
1. في طنجرة تقطع 5 بصلات شرائح ويضاف لها نصف كاس من خليط زيت الزيتون والزيت النباتية
2. تضاف التوابل ملح، ابزار، كركم، سكنجبير، زعفران شعرة، عود قرفة، قرفة مطحونة
3. عندما تتشحر البصل وتدبل يضاف الزبيب والسكر سنيدة حسب الذوق
4. تضاف كذلك المسكة الحرة وملعقة صغيرة من ماء الزهر وملعقة كبيرة من الزبدة
5. تضاف حفنة من اللوز المقشر والمقلي إلى التفاية وتغطي الطنجرة حتى تنضج العناصر وتتجانس
6. نزيل الطنجرة من على النار ويضاف عصير الليمون الحامض[24]

### الصلصلة
1. بعد أن ينضج الدجاج يزال ويدهن بالزبدة ويدخل الفرن حتى يتحمر
2. يضاف الحمص المنقوع في الماء ليلة كاملة واللوز المقلي مع الملح إلى صوص الدجاج وحزمة من القزبر والمعدنوس
3. تضاف كذلك 3 ملاعق كبيرة من التفاية إلى الصوص ويضاف الماء الكافي[25]

### التزيين
دهن الكسكس بالزبدة أو السمن حسب الرغبة، ويصفف في طبق التقديم، وضع الدجاج في الوسط ثم التفاية والحمص على الجوانب ويسقى بالصوص، يزين الطبق بالبيض وحبات المشمش الجاف مفند في السمسم أو الزنجلان وحبات اللوز والتزيين طبعا يبقي اختياري في المائدة المغربية.